# Volker Harbs
Volker Harbs (* 11. Juli 1946) ist ein ehemaliger deutscher Handballspieler.
Volker Harbs, der mit der Rückennummer 7 auflief, spielte meist auf Rückraum Mitte. In der Jugend begann er beim Büdelsdorfer TSV mit dem Handball, für den er auch in der Feldhandball-Bundesliga spielte. 1970 ging er dann zum THW Kiel, wo er neun Jahre lang in der Handball-Bundesliga spielte. Für die Nationalmannschaft bestritt Harbs zehn A-Länderspiele, in denen er sieben Tore warf. 1979 beendete er beim THW seine aktive Handballkarriere.
Harbs ist von Beruf Betriebs-Ingenieur.